# 基督教興學會
基督教興學會（Evangelical School Development Incorporation Ltd.）是一個位於香港的基督教辦學團體，由香港大學機電工程系教授金新宇博士於1964年創立，共開辦6間中學及2間小學。辦事處位於第一間開辦的學校：九龍何文田迦密中學。

## 開辦學校
興學會開辦的學校皆以迦密命名，以紀念在聖經舊約時代，神使用先知以利亞，在迦密山上擊敗拜淫邪假神的假先知，彰顯神大能的榮耀。
中學
- 迦密中學（1964年）
- 迦密柏雨中學（1979年）
- 迦密愛禮信中學（1982年）
- 迦密唐賓南紀念中學（1982年）
- 迦密主恩中學（1987年）
- 迦密聖道中學（1998年）

小學
- 迦密梁省德學校（1979年）
- 迦密愛禮信小學（1986年）

（）內為創辦年份

## 官方網頁
- 官方网站 （页面存档备份，存于）